# Пйотровиці-Малі (Нижньосілезьке воєводство)
Пйотровиці-Малі (пол. Piotrowice Małe) — село в Польщі, у гміні Ємельно Ґуровського повіту Нижньосілезького воєводства.
Населення — 117 осіб (2011).
У 1975-1998 роках село належало до Лешненського воєводства.

## Демографія
Демографічна структура станом на 31 березня 2011 року:
|          | Загалом | Допрацездатний вік | Працездатний вік | Постпрацездатний вік |
| -------- | ------- | ------------------ | ---------------- | -------------------- |
| Чоловіки | 55      | 14                 | 37               | 4                    |
| Жінки    | 62      | 13                 | 33               | 16                   |
| Разом    | 117     | 27                 | 70               | 20                   |